# Коммуна 3-я
Комму́на 3-я — село в Воскресенском районе Саратовской области. Входит в состав Елшанского муниципального образования.

## География
Село находится на расстоянии примерно 38 км (по прямой) к западу от села Воскресенское, административного центра района.

## История

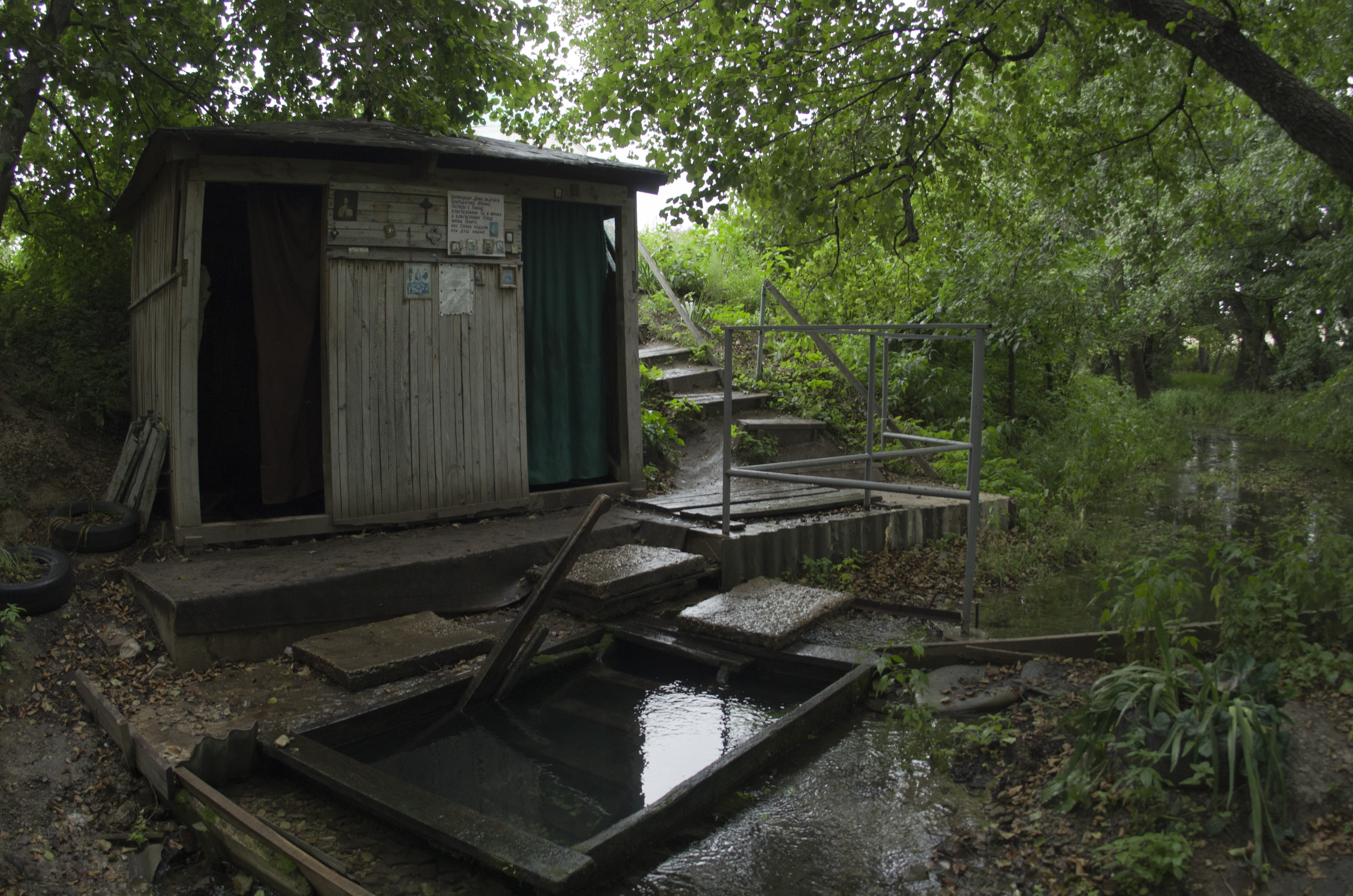
Святой источник, Коммуна-3

Село основано в ходе коллективизации в 1930 году на территории бывшей экономии Щербатовых-Катковых, существовавшей здесь до революции.

## Население
| 2002 | 2010 |
| ---- | ---- |
| 283  | ↘213 |

### Национальный состав
Согласно результатам переписи 2002 года, в национальной структуре населения русские составляли 73 % из 283 чел.

## Инфраструктура
В селе действуют начальная школа, клуб, медпункт, церковь.